# Viola Poley
Viola Poley (n. 13 aprilie 1955, Berlin, RDG) este o canotoare ce a reprezentat Germania, medaliată olimpică. A participat la o ediție a Jocurilor Olimpice (1976) în care a câștigat o medalie de aur.

## Participări
Lista de mai jos prezintă principalele competiții la care a participat Viola Poley de-a lungul carierei.
- rowing at the 1976 Summer Olympics – women's quadruple sculls[*][3]